# Château de Balmoral
Pour les articles homonymes, voir Balmoral.
 (septembre 2022).
Si vous disposez d'ouvrages ou d'articles de référence ou si vous connaissez des sites web de qualité traitant du thème abordé ici, merci de compléter l'article en donnant les références utiles à sa vérifiabilité et en les liant à la section « Notes et références ».
Le château de Balmoral (en anglais : Balmoral Castle) est un grand manoir situé à mi-chemin des localités de Braemar et de Ballater, sur les rives de la rivière Dee, dans la région écossaise d’Aberdeenshire, également connue sous le nom de Royal Deeside.
Balmoral est l'une des résidences de la famille royale britannique depuis 1852, date à laquelle le domaine et son château d'origine ont été achetés à la famille Farquharson par le prince Albert de Saxe-Cobourg-Gotha, époux de la reine Victoria. Peu après, la maison s'est avérée trop petite et l'actuel château de Balmoral a été commandé. L'architecte était William Smith d'Aberdeen, et ses plans ont été modifiés par le Prince Albert. Balmoral reste la propriété privée du roi et ne fait pas partie du domaine de la Couronne. Le nouveau château a été achevé en 1856 et l'ancien château démoli peu après.
Le château, exemple de l'architecture baronniale écossaise, est répertorié par Historic Environment Scotland comme un bâtiment classé de catégorie A.
Le domaine de Balmoral a été agrandi par les membres successifs de la famille royale et couvre maintenant une superficie d'environ 20 000 hectares, soit 200 km2. Il s'agit d'un domaine en activité, comprenant des landes à tétraoninés, des forêts et des terres agricoles, ainsi que des troupeaux de cerfs, de bovins Highland et de poneys.
La reine Élisabeth II y meurt paisiblement le 8 septembre 2022, mettant ainsi un terme à ses 70 ans, 7 mois et 2 jours de règne.

## Origines
Cette propriété était à l'origine une possession du roi d’Écosse Robert II qui y avait un pavillon de chasse. Par la suite Sir William Drummond y construisit une gentilhommière en 1390. Après lui, elle fut vendue au XVe siècle à Alexander Gordon, 1er comte de Huntly (en) et elle resta dans cette famille jusqu’à ce que le clan Farquharson (en) d’Inverey en fasse l’acquisition en 1662.
La famille reçut le titre de « comte de Balmoral », et resta propriétaire du domaine jusqu’à sa vente en 1798 à James Duff, 2e comte de Fife. Il s’y déroula une partie des cérémonies de couronnement du roi George IV en 1822.

## Résidence royale

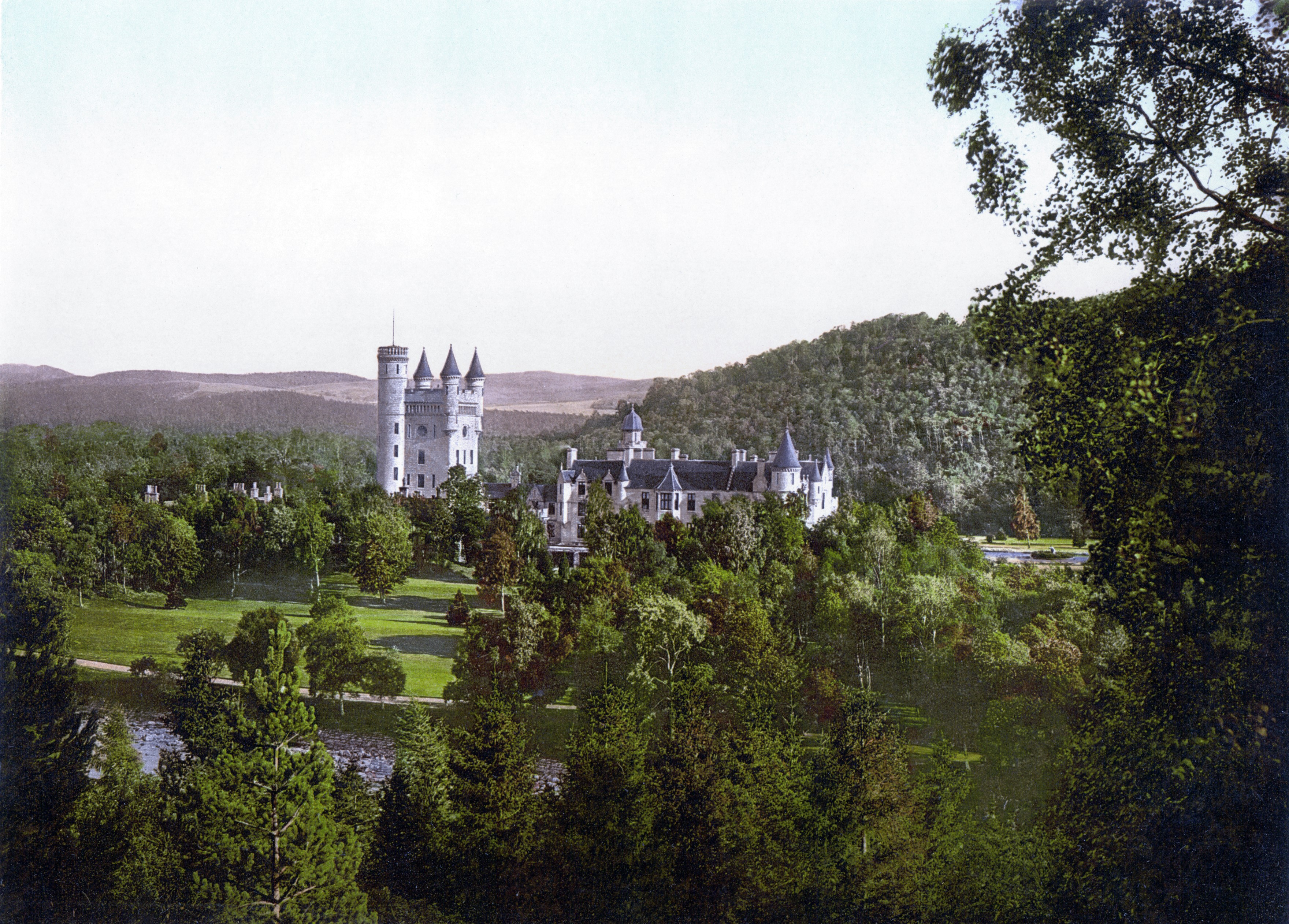
Le château de Balmoral vu de la rive nord de la Dee (ca. 1890-1900).

Son histoire comme résidence royale date de 1848, quand la maison fut louée à la reine Victoria et au prince consort Albert par le diplomate Robert Gordon, qui avait obtenu une concession à long terme du château à partir de 1830 et qui décéda en 1897.
Le couple apprécia tellement ces lieux qu’il paya plus de 30 000 livres pour en acquérir la propriété. Immédiatement le prince Albert commença à dresser des plans, destinés à agrandir ce château qui datait du XVe siècle, afin d’en faire une construction nouvelle plus spacieuse de style néogothique en grès gris du pays, convenant mieux à une famille royale. Mélange de schloss (en) germanique et de forteresse de chef de clan écossais, il est décoré de tapis, tentures et lambrequins en tartan vert, jaune et bleu, de canapés en chintz.

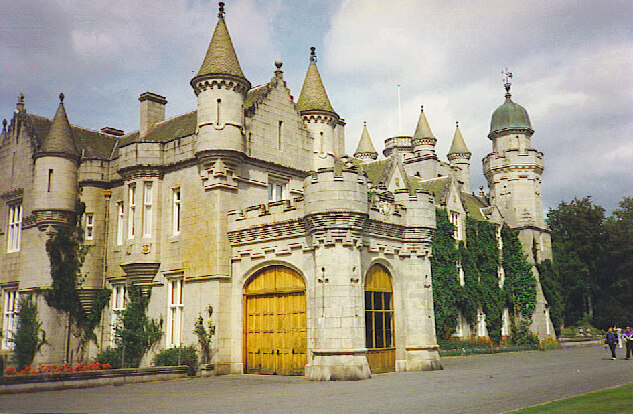
L'entrée du château de Balmoral.

Une découverte récente[Quand ?] a montré que le financement des aménagements de Balmoral est venu principalement d’un certain John Camden Neild, poète excentrique, réformateur des prisons et bijoutier, qui légua à la reine 500 000 livres sterling dans son testament, ce qui était une aide considérable (correspondant à 46 millions de £ de 2005) pour la réalisation des projets architecturaux du couple royal,.

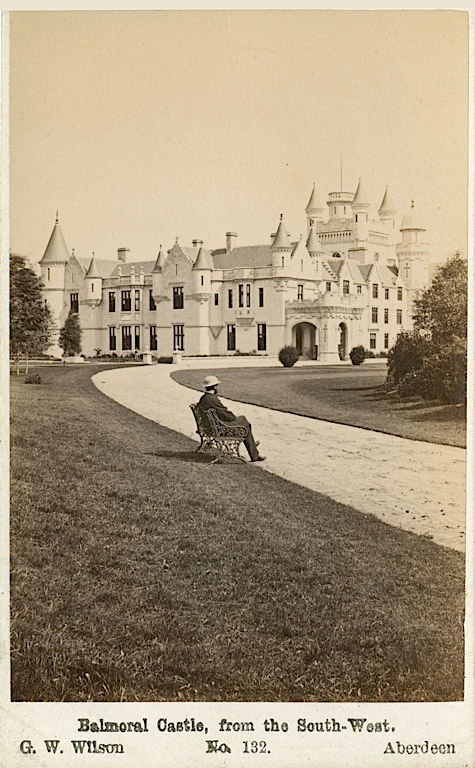
Le château de Balmoral vu du sud-ouest par George Washington Wilson, 1860.

Les travaux se déroulèrent entre 1853 et 1856, sous la direction de l'architecte William Smith (en) d'Aberdeen, bien que ses créations aient été amendées par le Prince Albert. Une photographie d'Ernst Becker montre l'ancien château de Balmoral avec son logis de style Tudor et son vieux donjon en 1853. Une vue prise par Wilson & Hay en juin 1854 montre des travaux avancés, n'ayant quasiment rien laissé de l'ancienne bâtisse. Des troisième et quatrième vues datées de septembre et octobre 1856 le figurent en état d'achèvement,.
En 1856, le bâtiment fut terminé, il s’agissait d’une propriété complète et fonctionnelle, avec  de 100 à 150 bâtiments qui entouraient le château lui-même. Celui-ci, le terrain et la propriété non compris, est au début du XXIe siècle évalué à environ 160 millions de livres, restant propriété privée de la famille royale britannique.
Balmoral est aujourd’hui toujours utilisé comme résidence royale privée, il l'était en particulier chaque année pour le séjour d’été de la reine Élisabeth II. Elle y décède le 8 septembre 2022, deux jours à peine après y avoir reçu Liz Truss pour la nommer Première Ministre.
La propriété occupe plus de 200 km2 (20 000 ha) de terrain. La famille royale y emploie environ 50 personnes à plein temps et de 50 à 100 à mi-temps pour entretenir le domaine, soigner les animaux, etc. Le personnel à mi-temps étant surtout utilisé pendant la visite annuelle de la reine.

## Le domaine
Le château de Balmoral est situé dans le parc national de Cairngorms. Son domaine comprend des forêts, des terres agricoles, ainsi que des grandes plaines. Les 20 000 ha du domaine contiennent une grande variété de paysages. Le domaine intègre également les 7 500 ha de forêts achetés par Élisabeth II en 1978.
Les deux tiers du domaine sont constitués de forêts, avec près de 3 000 ha utilisés pour la foresterie. La forêt de Ballochbuie est une des plus grandes forêts de pins écossais qui s'étend sur environ 3 000 ha. Les domaines de Lochnagar et Ballochbuie ont été désignés en 1998 par le secrétaire d’État pour l'Écosse en tant que zones de protection spéciale. Le domaine est extrêmement riche.
Le pavillon Craigowan est régulièrement utilisé par la famille et les amis de la famille royale tandis que le château de Balmoral était utilisé lors du séjour de la reine Élisabeth II, en août. Six petits bâtiments de la propriété sont loués comme gîtes.

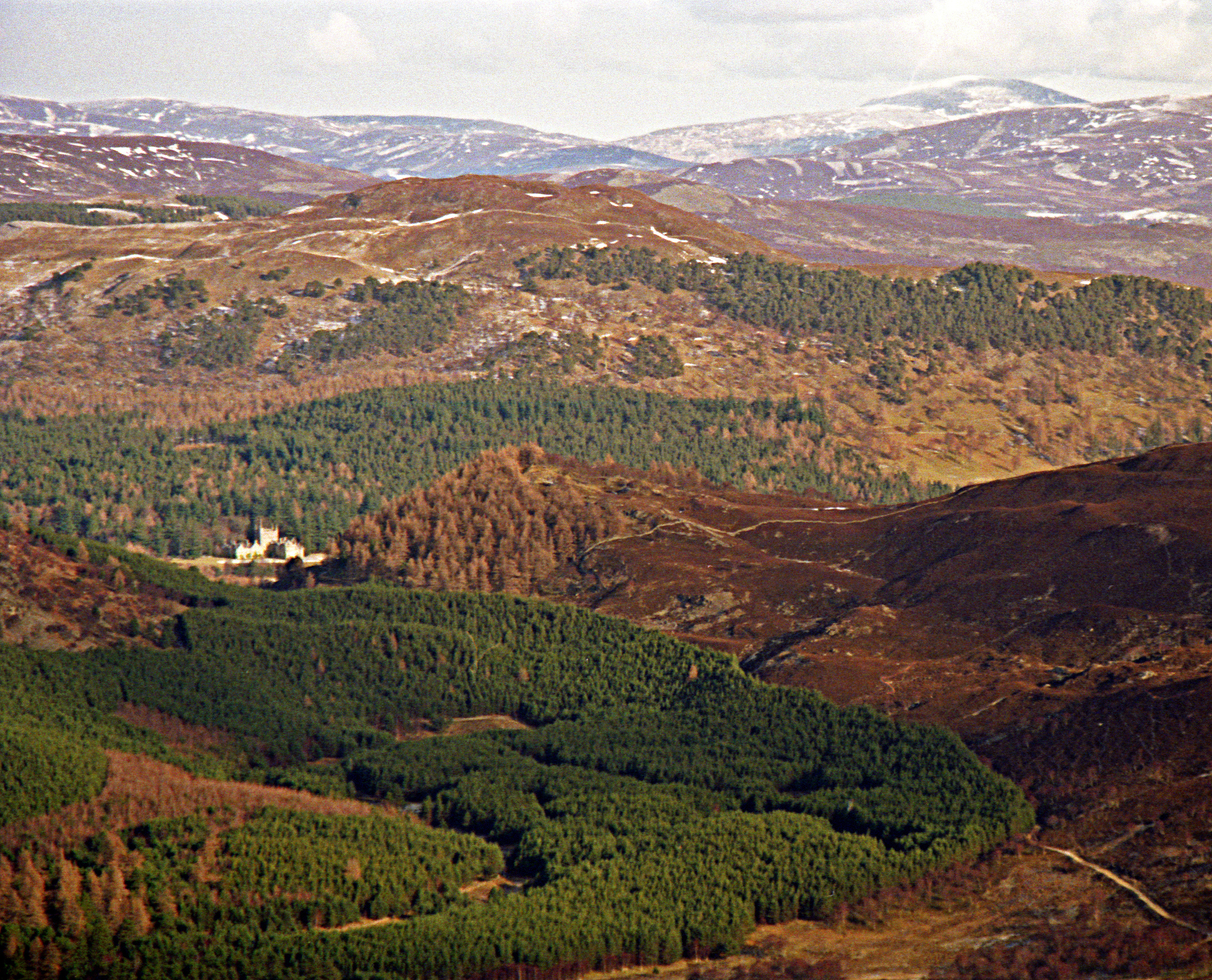
Le château entouré de collines au cœur du domaine royal.
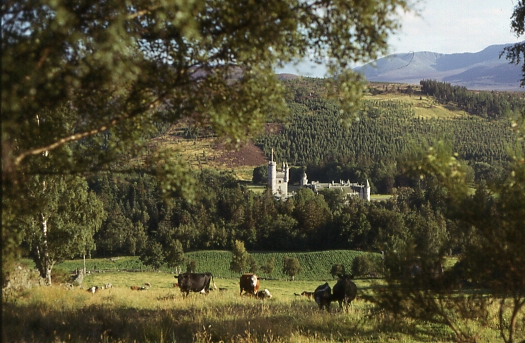
Le château et sa proche prairie.
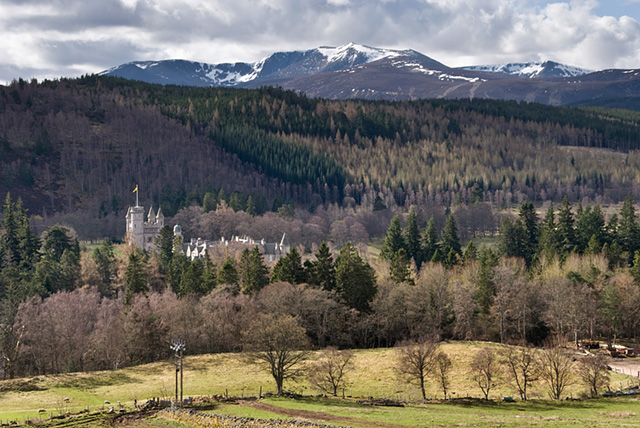
Une partie du domaine de Balmoral.
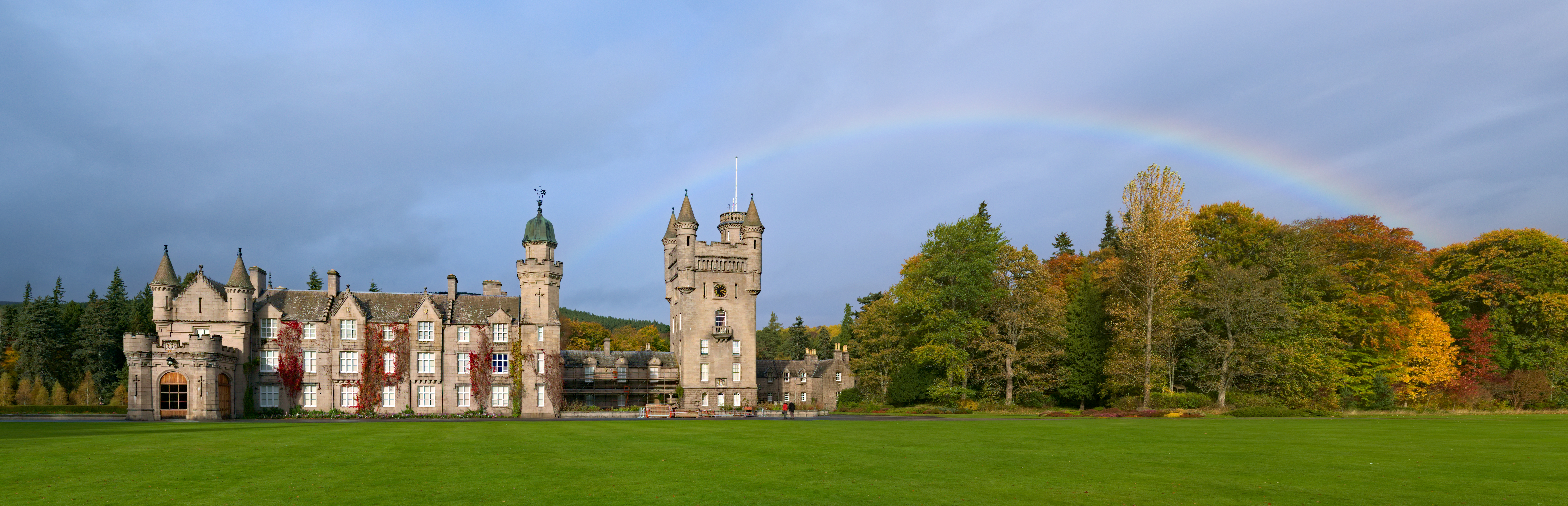
Un arc-en-ciel au dessus  de la façade principale du château de Balmoral.